# Ghachok
Ghachok (nep. घाचोक) – gaun wikas samiti w zachodniej części Nepalu w strefie Gandaki w dystrykcie Kaski. Według nepalskiego spisu powszechnego z 2001 roku liczył on 525 gospodarstw domowych i 2877 mieszkańców (1428 kobiet i 1449 mężczyzn).